# Сиссе, Салим
Сали́м Сиссе́ (фр. Salim Cissé; 24 декабря 1992, Конакри) — гвинейский футболист, нападающий греческого клуба «Эгалео» и сборной Гвинеи.

## Клубная карьера
Летом 2012 года Сиссе перешёл в клуб «Академика» из «Ареццо», подписав контракт до 2015 года. В сезоне 2012/13 он сыграл 14 матчей, в которых забил 6 мячей.
6 июля 2013 года Салим заключил 5-летний контракт с лиссабонским «Спортингом».